# Diorhabda elongata
Espèce
Synonymes
- Diorhabda sublineata (Lucas, 1849)[1]
- Galeruca sublineata Lucas, 1849[1]

Diorhabda elongata est une espèce de coléoptères de la famille des Chrysomelidae.

## Description
Les adultes sont jaunâtres avec deux bandes brun foncé sur chaque élytre

## Répartition
Diorhabda elongata est présent au Portugal et de l'Est de l'Algérie jusqu'au Sud de la Russie.

## Plantes hôtes
Les larves et les adultes consomment les plantes des espèces Tamarix dalmatica (es), Tamarix gallica, Tamarix hampeana (sv), Tamarix parviflora, Tamarix smyrnensis,  Tamarix tetrandra.

## Taxonomie
L'insecte est décrit pour la première fois dans le Péloponnèse sous le nom de Galeruca elongata Brullé (1832). Mulsant (Mulsant et Wachanru, 1852) trouve l'insecte dans le Sud-Ouest de la Turquie et le décrit comme Galeruca costalis Mulsant. Reiche et Saulcy (1858) synonymisent correctement  G. costalis sous G. elongata, mais placent par erreur deux espèces sœurs de  Diorhabda, G. carinata Faldermann (1837) et G. sublineata Lucas (1849) comme des synonymes de G. elongata. Weise (1893) crée le genre Diorhabda et place par erreur l'espèce sœur G. carinulata Desbrochers (1870) comme synonyme de Diorhabda elongata. Berti et Rapilly (1973) reconnaissent D. carinata et D. carinulata comme des espèces distinctes l'une de l'autre et, par voie de conséquence, comme des espèces distinctes de D. elongata, sur la base d'une morphologie détaillée de l'endophallus des organes génitaux masculins. Tracy et Robbins (2009) confirment les découvertes de Berti et Rapilly (1973), caractérisent les organes génitaux mâles et femelles de D. elongata, reconnaissent D. sublineata comme une espèce distincte de D. elongata et fournissent des clés taxonomiques illustrées séparant Diorhabda elongata des quatre autres espèces sœurs du groupe : Diorhabda carinata (en), Diorhabda sublineata (en), Diorhabda carinulata (en), Diorhabda meridionalis (en).

## Reproduction
Diorhabda elongata hiverne à l'état adulte dans le sol. Les adultes deviennent actifs et commencent à se nourrir et à s'accoupler au début du printemps, lorsque les feuilles du tamaris bourgeonnent. Les œufs sont pondus sur des feuilles de tamaris et éclosent au bout d'environ une semaine par temps chaud. Trois stades larvaires se nourrissent de feuilles de tamaris pendant environ deux semaines et demie lorsqu'elles rampent jusqu'au sol et passent environ cinq jours sous forme de prépupe inactive en forme de « C » avant de se nymphoser environ une semaine. Les adultes émergent des pupes pour terminer leur cycle de vie en quatre à cinq semaines environ en été. Semblables à Diorhabda carinulata, les adultes commencent à entrer en diapause à la fin de l'été et au début de l'automne, cessant de se reproduire et de se nourrir pour développer leur corps adipeux avant de chercher un endroit protégé pour hiverner. Les larves et les adultes sont sensibles aux durées de jour plus courtes à mesure que l'été avance, ce qui signale l'arrivée de l’hiver et induit une diapause. Robert Bartelt et Allard Cossé (USDA-ARS, Peoria, Illinois) ont découvert que les mâles émettent une phéromone d'agrégation putative, similaire à celle trouvée chez Diorhabda carinulata, qui pourrait servir à attirer à la fois les mâles et les femelles vers certains tamaris.

## Agent de lutte biologique
Diorhabda elongata est utilisé comme agent de lutte biologique contre le tamaris dans l'Ouest du Texas. Des populations originaires de Crète furent initialement déposées par l'Agricultural Research Service dans l'Ouest du Texas et le Nord de la Californie en 2003. En 2008, Diorhabda elongata défolie plus de 140 hectares au Texas et 250 hectares en Californie. Cependant, Diorhabda elongata n'est peut-être pas aussi bien adapté aux habitats des déserts intérieurs et des prairies du Sud et de l'Ouest du Texas que trois autres espèces de tamaris de l'Ancien Monde qui sont introduites, Diorhabda carinata dans le Nord du Texas, Diorhabda sublineata dans le Sud du Texas et Diorhabda carinulata dans l'extrême Nord du Texas. Diorhabda meridionalis n'a pas été introduit en Amérique du Nord, mais il pourrait être mieux adapté aux habitats subtropicaux.
Le tamaris ne meurt généralement pas d'une seule défoliation causée par les Diorhabda, il peut repousser plusieurs semaines après la défoliation. La défoliation répétée de certains tamaris peut entraîner un dépérissement grave la saison suivante et la mort de l'arbre en quelques années. La défoliation causée par Diorhabda sur une période d'au moins une à plusieurs années peut réduire considérablement les réserves non structurelles de glucides dans les couronnes racinaires du tamaris. La lutte biologique contre le tamaris par Diorhabda elongata n'éradiquera pas le tamaris, mais elle a le potentiel de supprimer les populations de tamaris de 75 à 85 %, après quoi les populations de Diorhabda elongata et du tamaris devraient atteindre l'équilibre à des niveaux inférieurs.
L'un des principaux objectifs de la lutte biologique contre le tamaris avec Diorhabda elongata est de réduire la compétition du tamaris exotique avec une variété de flore riveraine indigène, y compris les arbres (saules, peupliers et Prosopis glandulosa), les arbustes (le goji, Sarcobatus et le Baccharis) et les graminées (Sporobolus airoides, Distichlis spicata et Hopia). Contrairement aux contrôles chimiques et mécaniques coûteux du tamaris qui doivent souvent être répétés, le contrôle biologique du tamaris ne nuit pas à la flore indigène et est autonome dans l'environnement. La récupération des graminées riveraines indigènes peut être assez rapide sous la canopée autrefois fermée de tamaris défoliés à plusieurs reprises. Cependant, la défoliation causée par le tamaris peut réduire localement l'habitat de nidification des oiseaux forestiers riverains jusqu'à ce que la flore forestière indigène puisse revenir. Dans certaines régions, les tamaris peuvent être remplacés par des prairies ou des arbustes, ce qui entraîne des pertes d'habitats forestiers riverains pour les oiseaux. Les lâchers de Diorhabda dans le Sud de la Californie, en Arizona et le long du Rio Grande dans l'Ouest du Nouveau-Mexique sont retardés jusqu'à ce que les préoccupations puissent être résolues concernant la sécurité de la lutte biologique contre les tamaris dans les habitats de nidification du Moucherolle des saules, en voie de disparition au niveau fédéral.